# ハイウェイパトロールマン41マグナム
ハイウェイパトロールマン41マグナムは、日本の遊戯銃メーカーであるMGCが1972年（昭和47年）に発売したABS樹脂製モデルガンである。
略して“ハイパト”と呼ばれることがある。

## 概要

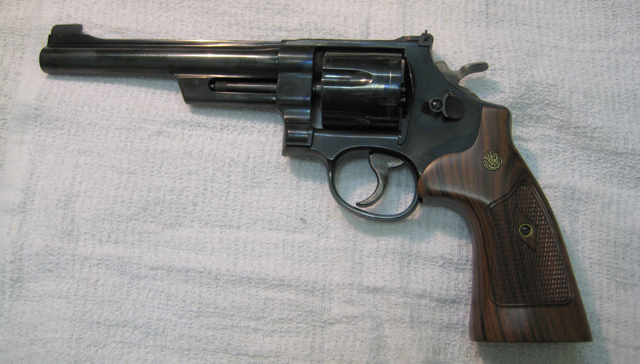
モデルとされたS&W M27
（画像は実物のもの）

1971年（昭和46年）に銃砲刀剣類所持等取締法が改正され、「銃口が開いている金属製で黒色のモデルガン」の所持が禁止されてしまったため、以後、日本ではモデルガンは主な材質を亜鉛合金からプラスチック(ABS)製に変更して発売された。
本製品は、これによる需要に答えるべくMGCが開発・発売したプラスチック製モデルガンの最初の製品の一つ（MGC製品としては第二弾。第一弾はSIG ブローバック(SIG SP47/8)※モデルとなった実銃はSIG Sauer P210）
である。
通常、モデルガンにはモデルとなる実銃が存在するが、本製品はアメリカの銃器メーカーであるスミス&ウェッソン社のS&W M27を模した架空の銃で、「ハイウェイパトロールマン」という商品名が付けられているが、実銃で同じ愛称のつけられているS&W M28（M27の簡略化低価格モデル）とは口径を始め各部が異なる。
当時、黒い外観と短い銃身から出る迫力ある轟音と硝煙が特長で、大ヒット商品となった。作動が安定していることと、それまで日本の実写映画で多く用いられていた「電着銃」と異なり、外観が実在する銃とほぼ同じものであることから、映画やテレビドラマ用のステージ・ガンのベースとしても広く採用され、日本の刑事ドラマには、ほぼ全てに登場するようになった。大ヒットに便乗する形で、同業他社からデッド・コピー商品も発売された。
本製品を元に開発・発売された『44マグナム』の銃身を変更した製品が『ハイウェイパトロールマン44』の製品名で発売されるとそれに置き換えられる形で絶版となったが、後にMGCがモデルガン用シューティングゲームシステムを発売した際には、そのセット販売用としてハイウェイパトロールマンのシリンダー（回転弾倉）を44マグナムと同じものとした『S&W ヘビーマグナム』が発売されている。

## 製品詳細
モデルとなったS&W M27は.357マグナム弾を使用する口径9mmの拳銃だが、本製品では.41口径（約10.4mm）弾を使用するものと想定して設計されている。当時MGCの開発部長であった小林太三（現タニオコバ代表）によれば、持った時に重く感じるように、あえて口径を大きく設計したとされる。
MGC社内の開発コードは「SW10」と呼ばれ、スミス&ウェッソン社の銃を基礎としたモデルガンである事を示している。輸出時に商標上の問題が発生しないように製品上、スミス&ウェッソンという表記は一切使用されず、シンボルマーク等も近似はしているもののMGCオリジナルのデザインに変更されている。しかしながら、国内製品版に限り、グリップ上のメダリオンにはスミス&ウェッソン社のトレードマークが使用されている。
メインフレームは俗にいうテンプラ構造で、亜鉛合金製の基部にABS樹脂の外装を被せる構造となっている。グリップには木質感のあるプラスチック製の“サービスタイプ”が装着されていたが、別売のグリップ・スペーサーを装着すれば、MGCから発売されていた金属製『コンバット・マグナム』用の“ターゲット・グリップ”を取り付けることができた。
モデルガン独自のアレンジが加えられているものの、ダブルアクション、シングルアクション、リバウンド、スイングアウトなど、基本的に実銃と同等のメカニズムと動作が可能になっている。
カートリッジ(模擬弾薬)は弾頭部も再現された真鍮製で、遊戯用の紙火薬を装填し、発火させることができた。カートリッジは先端が中空になっており、銃本体の回転式弾倉前部に設けられた撃針により、弾頭にあたる開口部から内部に装填された火薬を激発させる方式だが、初期モデルの撃針は鉄板を単純に折り曲げたもので、不発が多く、すぐに錆びるので鋳鉄製、後には亜鉛合金製の物に変更になった。
なお、仕様には製造年度により数種類の差異があり、激発方式は同一ながら、カートリッジの構造・構成は複数回に渡って改良されている。
1972年の発売時のMGC直営店価格は3,600円、専用カートリッジが12発1,400円／6発700円であった。

## バリエーション
前述のように製品名にはいくつかの差異があるものの、『ハイウェイパトロールマン』として発売された製品は、製造時期による仕様の違いを除けば、1972年に発売された3.5インチ銃身モデル1種類しかなく、銃身長などを変更したバリエーションモデルは存在していない。
1974年（昭和49年）には本製品の主要部分を流用し、シリンダー（回転弾倉）を.44マグナム弾を模したカートリッジに合わせて大型化し、グリップを変更して銃身を6.5インチ（後に8 3/8インチモデルも発売された）とした『44マグナム』が発売され、1977年（昭和52年）、『44マグナム』の銃身を4インチに変更した製品が『ハイウェイパトロールマン44』の製品名で発売され、1972年に発売されたハイウェイパトロールマンは以後製造中止となっている。
1983年（昭和58年）に“シューターワン RAY-Xシステム”が発売された際には、ターゲット部とセット販売という形で、3.5インチ銃身のオリジナルモデルのシリンダーを44マグナムと同じ大型のものとし、銃身右側面の口径表示が削除された『S&W ヘビーマグナム』が製造され、シューターワンとのセット販売品の他、後には単品でも販売された。

## 創作作品への登場
テレビドラマ・実写映画に用いられるステージガンとして、数多くの作品に登場した。
- ゴキブリ刑事
- ワイルド7
- 太陽にほえろ!
- 仁義なき戦い 広島死闘篇

他多数